# 아르헨티나투코투코
아르헨티나투코투코(Ctenomys argentinus)는 투코투코과에 속하는 설치류의 일종이다. 아르헨티나의 토착종이다.